# Hereward the Wake

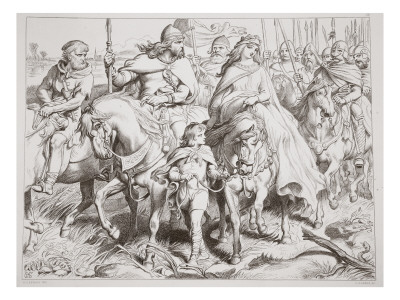
Hereward the Wake mit seiner zweiten Frau Alfruda (Henry Courtney Selous, 1870)

Hereward the Wake, zu seiner Zeit als Hereward the Outlaw (der Geächtete) und Hereward the Exile (der Verbannte) bekannt, war ein angelsächsischer Widerstandskämpfer gegen die normannische Eroberung Englands in der zweiten Hälfte des 11. Jahrhunderts, und zählt zu den großen Legendengestalten des englischen Mittelalters.
Der Überlieferung zufolge war Herewards Basis die Isle of Ely, von wo aus er in den umgebenden Fens, dem heutigen Lincolnshire umherstreifte und eine populäre Opposition gegen Wilhelm den Eroberer anführte. Der Beiname the Wake wurde ihm erst lange nach seinem Tod gegeben, er bedeutet wohl der Wachsame, könnte aber auch von der Familie Wake stammen, normannischen Grundbesitzern, die seinen Besitz beanspruchten und mit diesem Beinamen ihre Ansprüche legitimieren wollten.

## Leben und Legende
In der Überlieferung wird Hereward als Sohn von Leofric, Earl of Mercia gesehen, ohne dass dazu ein Beleg bekannt ist. Die moderne Forschung sieht bei ihm anglo-dänische Wurzeln, mit einem dänischen Vater namens Asketil. Auch der Name Hereward deutet in diese Richtung. Unabhängig davon galt sein Einsatz der regionalen Auseinandersetzung zwischen Dänen und Normannen um die Vorherrschaft in Ostengland.
Als Geburtsort wird Bourne (Lincolnshire) oder dessen Umgebung angenommen. Er soll ein Pächter der Peterborough Abbey gewesen sein, von der er Land in Witham-on-the-Hill und Barholme with Stow in der Südwestecke von Lincolnshire gepachtet hatte, ebenso wie von der Croyland Abbey in Crowland, 15 Kilometer östlich von Market Deeping. Da der Besitz der Abteien weit gestreut war, ist die genaue Lokalisierung seines Hofes nicht möglich.
Des Weiteren wird vermutet, dass er bereits vor 1066, zur Zeit des Königs Eduard der Bekenner im Aufstand war, den er als Verbündeten der Normannen sah, und dass er in diesen Jahren bereits geächtet wurde. Ebenso wird angenommen, dass er zur Zeit der normannischen Invasion auf dem Kontinent im Exil war, wo er erfolgreich als Söldner im Dienst des Grafen von Flandern stand, und dass er kurz nach der Invasion der Normannen nach England zurückkehrte.
1069 oder 1070 soll der dänische König Sven Estridsson ein Expeditionskorps ausgesandt haben, um sich auf der Isle of Ely festzusetzen. Dieser Truppe soll sich Hereward angeschlossen haben. Seine erste Aktion sei 1070 die Plünderung der Peterborough Abbey gewesen – mit der Begründung, die Schätze und Reliquien der Abtei vor den Normannen in Sicherheit bringen zu wollen.
Im Jahr darauf wurde er auf der Isle of Ely von den Normannen angegriffen und wurde nur gerettet, weil der Bohlenweg, den die Normannen legen ließen, unter der Last der Soldaten, Pferde und Waffen versank. Die Normannen, vielleicht unter Führung eines Ritters namens Belasius (Belsar), sollen danach einen Mönch von der Insel bestochen haben, ihnen eine sichere Strecke durch das Marschland zu zeigen, durch die sie Ely erobern wollten. Hereward wiederum soll in die Fens entkommen sein, von wo aus er seinen Widerstand fortsetzte.
In der Gesta Herewardi von Ingulf von Croyland, einer Chronik aus dem 15. Jahrhundert, wird berichtet, Hereward sei von König Wilhelm begnadigt worden.
Einige der Überlieferungen zu Hereward wurden in spätere Geschichten um Robin Hood eingebaut.